# Lessing-Gymnasium Winnenden
Das Lessing-Gymnasium Winnenden ist ein allgemeinbildendes Gymnasium mit  sprachlichen und naturwissenschaftlichen Zügen in der (sächlichen) Trägerschaft der Stadt Winnenden in Baden-Württemberg. Zusammen mit der Albertville-Realschule Winnenden, der Robert-Böhringer-Gemeinschaftsschule und der Haselsteinschule gehört es zum städtischen Bildungszentrum II. Namensgeber des Gymnasiums ist der Schriftsteller und Philosoph Gotthold Ephraim Lessing (1729–1781).

## Geschichte
Nachdem schon 1973 ersichtlich war, dass das vorhandene Gymnasium in Winnenden in Zukunft nicht ausreichen würde, entstand an der Albertviller Straße ein neues Gymnasium. 1975 nahm das „Gymnasium im BZ II (Progymnasium)“ als Ausgliederung aus dem bestehenden Gymnasium Winnenden (heute: Georg-Büchner-Gymnasium) mit 277 Kindern in acht Klassen der Stufen 5–7 seinen Betrieb auf. 1979 wurde der zweite Bauabschnitt der mittlerweile Lessing-Gymnasium Winnenden getauften Schule abgeschlossen. Nachdem jährlich eine Jahrgangsstufe hinzukam, verließen 1982 die ersten Abiturienten das Lessing-Gymnasium.
1981 fand zum ersten Mal ein Schüleraustausch mit Mårslet Skole, einer Sekundarschule der Kommune Århus in Dänemark statt, der immer noch jährlich stattfindet und damit der langlebigste Schüleraustausch einer dänischen Schule überhaupt ist.
Im Juli 2019 begann der Umbau des Lessing-Gymnasiums Winnenden. Während der großen Sanierung muss die Hälfte der Schüler in Containern beim Wunnebad unterrichtet werden, die andere Hälfte bleibt während der Bauzeit im Schulgebäude. Nach Architektenberechnungen wird die Sanierung 17,3 Millionen Euro kosten. Vom Land bekommt die Stadt einen Sanierungszuschuss von 4,6 Millionen Euro. Eine Voraussetzung für die Sanierung war, dass Winnenden auf den Neubau einer Gemeinschaftsschule verzichtete.

## Schulleiter
- 1975–1976: Volker Arend
- 1976–1986: Hans-Ulrich Seifert
- 1986–2003: Volker Schweickhardt
- 2003–2015: Hans-Dieter Baumgärtner
- seit 2015: Jörg Steinl

## Außerunterrichtliche Aktivitäten

### Schüleraustausche
- Dänemark: Mårslet Skole, Kommune Århus
- Frankreich: Lycée-Collège Jean-Monnet, Straßburg
- USA: Everett Community College, Everett (Washington)
- Spanien: I.E.S. Montevil, Gijón
- Finnland: Kaurialan lukio, allgemeinbildende höhere Sekundarschule in Hämeenlinna

### Unterricht am anderen Ort
- Studienfahrten nach Trier (Lateinschüler) und London
- Schülerinnen und Schüler der 10. Klasse besuchen die École primaire Jules Ferry, Marly (bei Metz) und unterrichten französische Grundschüler in Deutsch
- Praktikum zur Berufs- und Studienorientierung (BOGY) in der Klassenstufe 10
- Studienfahrten im vorletzten Jahr (z. B. nach Rom, Prag etc.)

### Künstlerischer Bereich
- Musical-AG, mehrere Chöre, Schulorchester, Schul-Band
- regelmäßige Teilnahme an den Winnender Kunstprojekttagen

### Sozialer Bereich
- Schulsanitätsdienst, Streitschlichter, Schulgarten

### Interkultureller Bereich
- Debating: verschiedene AGs auf mehreren Stufen, regelmäßige Teilnahme an nationalen und internationalen Meisterschaften
- COMENIUS-Projekt der EU

## Bekannte Schüler des Gymnasiums
- Daniel Gruen (* 1986), Physiker, Kosmologe und Hochschullehrer